# Toddington (Bedfordshire)
Toddington – wieś w Anglii, w hrabstwie ceremonialnym Bedfordshire, w dystrykcie (unitary authority) Central Bedfordshire. Leży 21 km na południe od centrum miasta Bedford i 57 km na północny zachód od centrum Londynu. Miejscowość liczy 4195 mieszkańców.